# Журавлёв, Всеволод Сергеевич
Всеволод Сергеевич Журавлёв (1922—1972) — советский учёный, геолог-тектонист, доктор геолого-минералогических наук. Специалист по тектонике древних платформ (изучал развитие их «внешних углов»), соляной тектонике, по вопросам стратиграфии и тектоническим картам.

## Биография
Родился 23 апреля 1922 года в городе Климовичи, Российская Социалистическая Федеративная Советская Республика (1917—1922).
В 1939 году поступил в МГРИ.
В 1944 году начал работать на геологической съёмке в Западно-Казахстанском геологическом управлении.
Работал в тресте «Арктикразведка», Главсевморпуть.
C 16 июля 1951 года работал в Геологическом институте АН СССР, где под руководством Н. С. Шатского проходил аспирантуру.
В 1958 году защитил кандидатскую диссертацию по теме «Основные черты глубинной тектоники Прикаспийской синеклизы».
В 1969 году защитил докторскую диссертацию по теме «Сравнительная тектоника Печорской, Прикаспийской и Североморской экзогональных впадин Европейской платформы».
Принял участие в создании тектонических карт Европы и Евразии.
Изучал соляные толщи и структуры в Прикаспии.
Скоропостижно скончался 7 августа 1972 года в Москве, на 51 году жизни.

## Награды и премии
- 1964 — Вторая премия МОИП за книгу «Основные черты глубинной тектоники Прикаспийской синеклизы»[4].
- 1969 — Бронзовая медаль ВДНХ за создание тектонической карты Евразии.

## Членство в организациях
- КПСС
- МОИП
- Общество «Знание»
- Тектонический комитет СССР
- Комиссия по Международной тектонической карте